# Исаев, Игорь Анатольевич
И́горь Анато́льевич Иса́ев (8 августа 1995, Челябинск) — российский хоккеист, защитник хоккейного клуба «Зауралье» (Курган).

## Карьера
Воспитанник челябинского «Трактора». С 2012 по 2016 год выступал в МХЛ за молодёжную команду «Белые Медведи». В КХЛ дебютировал 23 августа 2017 года в матче против «Лады». Всего в дебютном сезоне 2017/18 принял участие в 41 матче регулярного чемпионата и в 16 играх плей-офф. 30 апреля 2023 года покинул клуб.